# Automolis margaretha
Automolis margaretha là một loài bướm đêm thuộc phân họ Arctiinae, họ Erebidae.